# Non-disclosure agreement
Dohoda o mlčenlivosti, anglicky Non-disclosure agreement (NDA), též CA (confidentiality agreement), CDA (confidential disclosure agreement), PIA (proprietary information agreement) nebo SA (secrecy agreement) je smlouva mezi alespoň dvěma stranami o sdílení důvěrných materiálů, znalostí nebo informací, které však nebudou sdíleny s jakoukoliv třetí stranou. Využívá se pro zachování obchodního tajemství. Soudní vymahatelnost NDA se nevztahuje na ujednání, která by měla nelegální (nezákonné) vyústění.
Organizace (firma) může vyžadovat po zaměstnanci podepsání NDA, bez kterého nemůže zaměstnanec vykonávat (určitou) práci. NDA klauzule bývají součástí pracovní smlouvy. NDA může bránit zaměstnanci po rozvázání pracovního poměru využívat nabyté zkušenosti a informace v jiných firmách (například po určitý čas nebo i doživotně). NDA mohou být soudně vymáhány, mohou obsahovat ujednání o mlčenlivosti po dosažení smíru, ujednání o pokutách a podobně.
Podepsání NDA může negativně omezit budoucí kariéru zaměstnance nebo jeho práci jinde nebo na otevřeném software (open-source software).